# Saprosites crockerensis
Saprosites crockerensis är en skalbaggsart som beskrevs av Zdzisława Stebnicka 1991. Saprosites crockerensis ingår i släktet Saprosites och familjen Aphodiidae. Inga underarter finns listade i Catalogue of Life.